# Shuvosaurus inexpectatus
Lo shuvosauro (Shuvosaurus inexpectatus) è un rettile arcosauro estinto, vissuto nel Triassico superiore (circa 215 milioni di anni fa). I suoi resti sono stati ritrovati in Texas.

## Un antenato dei dinosauri - struzzo?
Questo animale venne descritto nel 1993 a partire da uno strano cranio, relativamente sottile e sprovvisto di denti ma dotato di becco. L'autore del ritrovamento, Sankar Chatterjee, notò l'incredibile somiglianza del cranio con quello dei cosiddetti dinosauri – struzzo. Lo shuvosauro, quindi, fu ritenuto un possibile antenato di questi animali, anche se i primi esemplari di dinosauri struzzo vissero un centinaio di milioni di anni dopo. Due anni più tardi, nel 1995, venne descritto lo scheletro di un arcosauro proveniente dagli stessi terreni dello shuvosauro, descritto come Chatterjeea elegans. Sfortunatamente i resti erano privi del cranio.

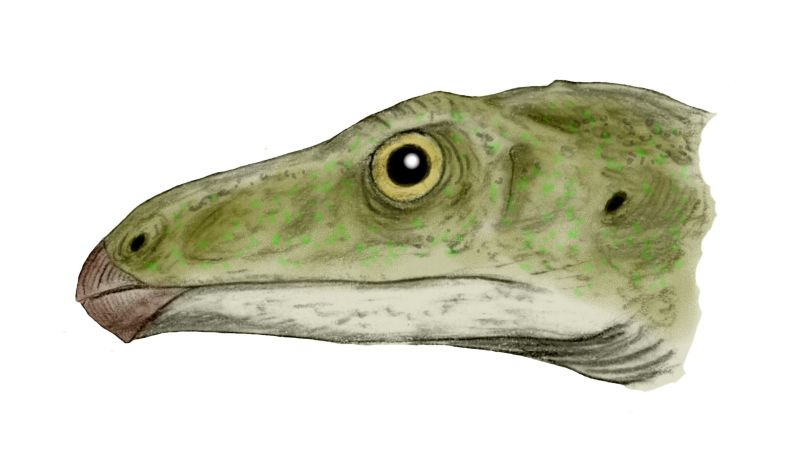
Ricostruzione della testa di Shuvosaurus

## Convergenza evolutiva
Solo la recente scoperta nel 2006 di un animale molto simile allo shuvosauro, denominato Effigia okeeffeae, ha confermato quello che molti scienziati già sospettavano: Shuvosaurus e Chatterjeea erano in realtà lo stesso animale, e questo non era imparentato con i dinosauri – struzzo ma con i coccodrilli. L'aspetto simile a quello dei dinosauri struzzo era dovuto a un fenomeno noto come convergenza evolutiva.